# Skala tetronowa
Skala tetronowa – skala testu psychologicznego znormalizowana tak, aby średnia w populacji wynosiła 10, a odchylenie standardowe 4. W skali jest 21 jednostek (od 0 do 20 punktów). Obejmuje swoim zasięgiem od -2,5 do +2,5 odchylenia standardowego wyników w rozkładzie normalnym.